# 래리 호건
로렌스 조지프 호건(Lawrence Joseph Hogan Jr, 1956년 5월 25일 ~ )는 미국의 정치인이다. 공화당 의원으로 그는 2015년부터 메릴랜드에서 62번째 주지사로, 2019년 7월부터 전국 주지사협회 회장으로 있다. 그의 부인은 유미 호건으로 한국명은 김유미이다.

## 생애
호건은 1956년에 워싱턴 DC에서 태어났다 그는 메리랜드 랜드버에서 자랐다. 학교는 세인트 암브로시우스 카톨릭 학교와 데마타 카톨릭 고등학교 다녔다. 그의 부모가 1972년 이혼 한 후 그는 자신의 어머니와 함께 플로리다로 이주하여 파더 로페즈 카톨릭 고등학교를 1974년 졸업했다. 호건은 노라(마퀘리)와 호건 Sr의 아들이다. 그의 부모는 둘 다 아일랜드 출신이었다.

## 역대 선거 결과
| 선거명      | 직책명                        | 대수  | 정당   | 득표율 | 득표수      | 결과 | 당락                 |
| ----------- | ----------------------------- | ----- | ------ | ------ | ----------- | ---- | -------------------- |
| 1992년 선거 | 하원의원 (메릴랜드 제5선거구) | 103대 | 공화당 | 43.87% | 97,982표    | 2위  | 낙선                 |
| 2014년 선거 | 메릴랜드 주지사               | 62대  | 공화당 | 51.03% | 884,400표   | 1위  | 메릴랜드 주지사 당선 |
| 2018년 선거 | 메릴랜드 주지사               | 62대  | 공화당 | 55.35% | 1,275,644표 | 1위  | 메릴랜드 주지사 당선 |
| 2024년 선거 | 상원의원 (메릴랜드 제1부)     | 119대 | 공화당 | 42.84% | 1,294,344표 | 2위  | 낙선                 |